# كورنيليو إم. بوبيسكو
كورنيليو إم. بوبيسكو (بالرومانية: Corneliu M. Popescu)‏ هو لغوي ومترجم وشاعر روماني، ولد في 16 مايو 1958 في بوخارست في رومانيا، وتوفي بنفس المكان في 4 مارس 1977.